# Nazım Sangaré
Nazım Sangaré (Colônia, 30 de maio de 1994), é um futebolista turco, nascido na Alemanha, que atua como lateral-direito. Atualmente, defende o Göztepe.

## Carreira
Sangaré começou a carreira no Alemannia Aachen em 2013.
No dia 23 de setembro de 2020, Sangaré foi anunciado oficialmente pelo Fenerbahçe.

## Seleção
Sangaré nasceu na Alemanha, de pai guineano e mãe turca. Foi convocado para a Seleção Turca de Futebol pela primeira vez no dia de 24 de maio de 2019. Fez a sua estreia em 30 de maio de 2019, em um amistoso contra Grécia.